# Saint-Barbant
Saint-Barbant är en kommun i departementet Haute-Vienne i regionen Nouvelle-Aquitaine i västra Frankrike. Kommunen ligger i kantonen Mézières-sur-Issoire som tillhör arrondissementet Bellac. År 2018 hade Saint-Barbant 309 invånare.

## Befolkningsutveckling
Antalet invånare i kommunen Saint-Barbant
| Referens: INSEE |